# Equipo de Copa Davis de Angola
El Equipo de Copa Davis de Angola es el representativo de Angola en la máxima competición internacional a nivel de naciones del tenis y está regido por la Federación de Tenis de Angola.
Angola volverá a participar de la Copa Davis en 2020; la última vez que compitió en Copa Davis había sido en 2003.

## Resultados
| Edición | Zona                             | Rival      | Sede    | Resultado |
| ------- | -------------------------------- | ---------- | ------- | --------- |
| 2001    | Europa/África – Grupo IV Zona B  | Malta      | Marsa   | 2 – 0     |
| 2001    | Europa/África – Grupo IV Zona B  | Etiopía    | Marsa   | 2 – 0     |
| 2001    | Europa/África – Grupo IV Zona B  | Andorra    | Marsa   | 1 – 2     |
| 2001    | Europa/África – Grupo IV Zona B  | Libia      | Marsa   | 3 – 0     |
| 2002    | Europa/África – Grupo IV Zona A  | Malta      | Mombasa | 3 – 0     |
| 2002    | Europa/África – Grupo IV Zona A  | Etiopía    | Mombasa | 3 – 0     |
| 2002    | Europa/África – Grupo IV Zona A  | Argelia    | Mombasa | 1 – 2     |
| 2002    | Europa/África – Grupo IV Zona A  | Kenia      | Mombasa | 2 – 1     |
| 2002    | Europa/África – Grupo IV Zona A  | Ruanda     | Mombasa | 3 – 0     |
| 2003    | Europa/África – Grupo III Zona A | Argelia    | Argel   | 0 – 3     |
| 2003    | Europa/África – Grupo III Zona A | Lituania   | Argel   | 1 – 2     |
| 2003    | Europa/África – Grupo III Zona A | Armenia    | Argel   | 2 – 1     |
| 2003    | Europa/África – Grupo III Zona A | Namibia    | Argel   | 1 – 2     |
| 2003    | Europa/África – Grupo III Zona A | Madagascar | Argel   | 2 – 1     |
| 2020    | Grupo IV África                  | –          | –       | –         |